# Composietboog

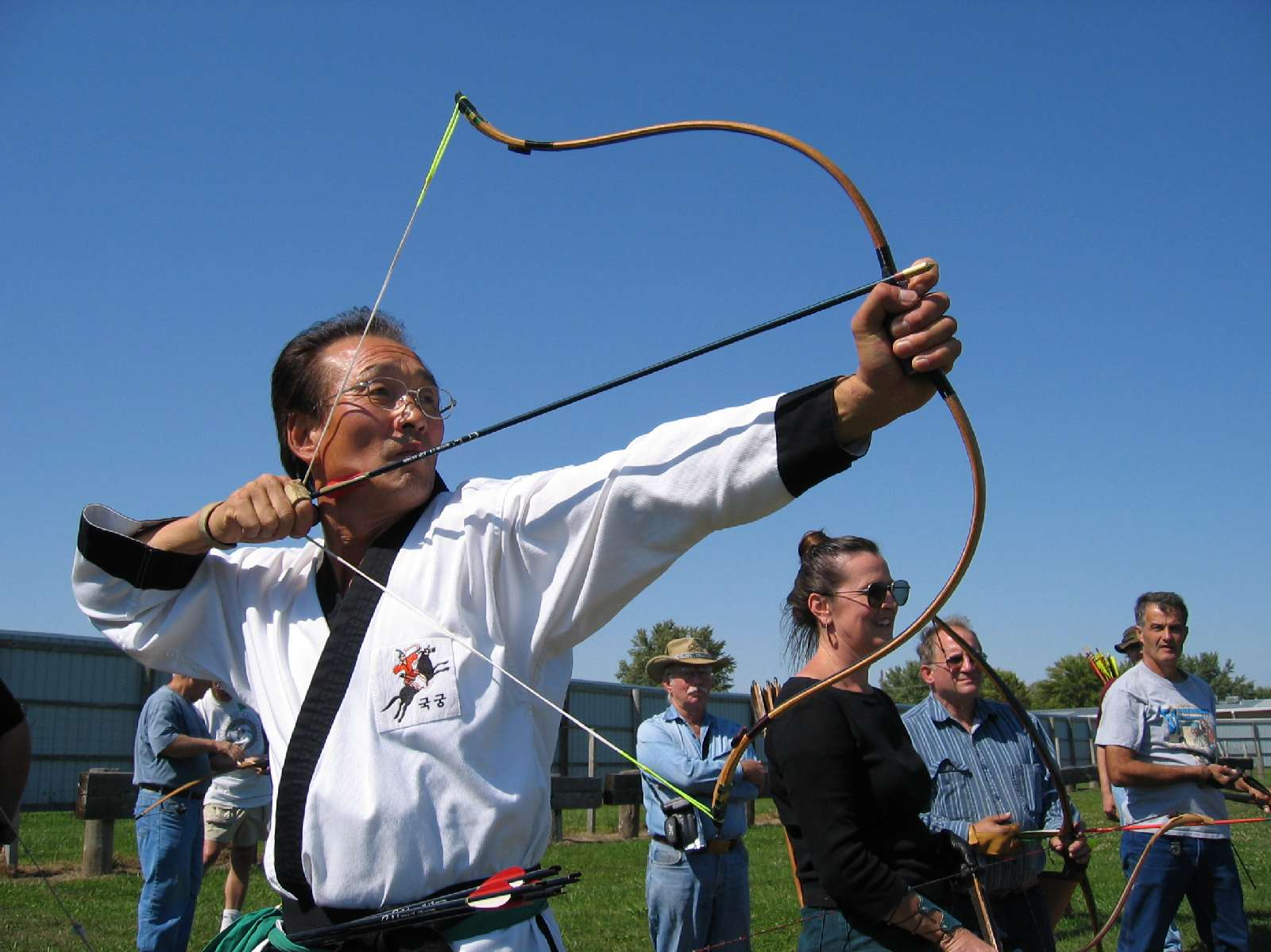
Koreaanse composietboog (2008)

Een composietboog (van Latijn compositio, "samenstelling") is een boog die uit minstens twee verschillende materialen is samengesteld ter verhoging van het rendement en de levensduur. Over de meestal uit hout bestaande kern wordt een ander materiaal gelijmd, bijvoorbeeld andere houtsoorten met een hoge treksterkte, hoorn, been, pees of metaal.

## Constructie

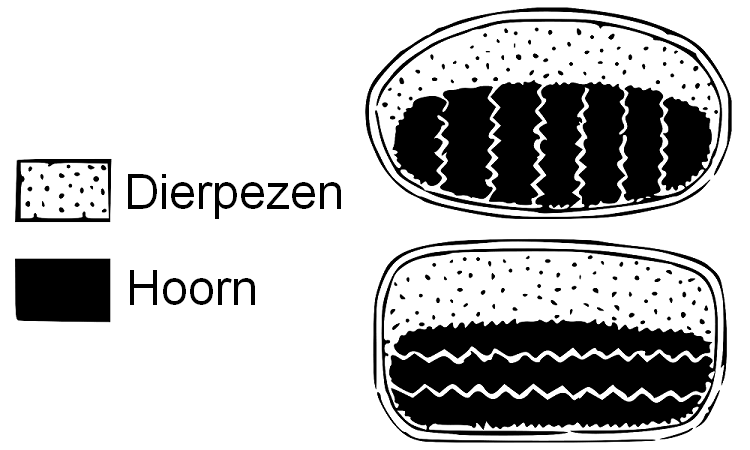
Doorsnedes van twee kruisboog-hoornbogen.

Er zijn twee soorten composietbogen, met verschillende materialen en een ander bouwwijze:
1.  De hoornboog bestaat enkel uit hoorn en een gelijmde pezenlaag; een natuurlijk vezelversterkt composiet. De handbogen van Indianen en verschillende Aziatische volkeren werden meestal op deze manier gemaakt.
Een boog bestaande uit meerdere met vis- of huidlijm aan elkaar gelijmde lagen hoorn met een gelijmde pezenlaag wordt een gelaagde hoornboog genoemd. Dit type boog werd voor middeleeuwse kruisboogwapens gebruikt, zoals in een 13e-eeuws Venetiaans voorschrift voor kruisboogmakers te lezen is. Zie rechtsboven voor een doorsnede-tekening van een dergelijke boog. De boog van de kruisboog kon ook uit vertand verlijmde hoornstaven met pezenlaag bestaan. Er bestaan ook hoornbogen die volledig uit hoorn bestaan, maar deze komen weinig voor.

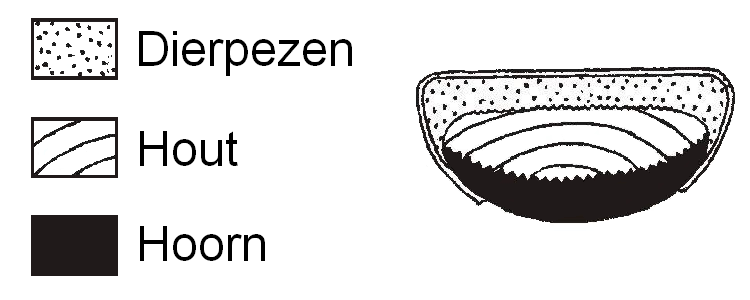
Doorsnede van een Aziatische composietboog.

2. De composietboog bestaat uit een sandwichconstructie met naast een hoorn- en pezenlaag een kern van bamboe of hout. Dit leidt tot een gewichtsbesparing ten opzichte van een hoornboog.
Bij een composietboog zijn lagen hoorn op een houten kern gelijmd, waarna op de spanningszijde van de boog een pezenlaag wordt gelijmd. Zie rechtsonder voor een doorsnede-tekening van een dergelijke boog. Voor verdere gewichtsbesparing zijn meestal ook de uiteinden van de boog van hout.
De kostprijs van een composietboog is hoog: voor de pezenlaag van een enkele boog zijn de achillespezen van wel 50 runderen nodig. Een composietboog is veel moeilijker te maken dan een hoornboog en is dus nog kostbaarder. De relatief kleine composietboog kan even krachtig zijn als een grotere houten boog. Voor een composietboog zijn echter meer materialen nodig, het bouwproces is veel arbeidsintensiever en de boog is gevoeliger voor vocht. In het Engels taalgebied zijn Composite bow en Hornbow synoniem.
De Japanse yumi is een composietboog uit hout en bamboe. Een bijzondere vorm van de composietboog is de beenderboog; een boog van gewei (rendier, eland) of rib (walvis, bison) met gelijmde pezenlaag. Het spongieus bot hierin zorgt voor gewichtsbesparing, waardoor het niet nodig is om delen van hout toe te voegen.
Lamellen- of laminaatbogen worden meestal niet tot de composietbogen gerekend. Dit zijn handbogen met laagjes hout, glasvezel of andere materialen. Moderne hand- en recurvebogen zijn meestal van dit type. Ook met glas- of koolstofvezel versterkte bogen worden niet tot de composietbogen gerekend.

## Boogvormen
- Deflexboog - Dit is de oervorm van de handboog; de deflexboog heeft zowel in ontspannen als gespannen toestand een D-vorm. De erg stijve beenderboog en composietbogen uit zachte en broze houtsoorten hebben vrijwel altijd deze vorm. De deflexboog geldt als de eenvoudigste vorm van composietboog en heeft eenzelfde reikwijdte als de houten handboog. Deze bogen werden vroeger meestal alleen gemaakt als er geen andere bouwmaterialen voorhanden waren, bijvoorbeeld op de steppen en in de poolgebieden, zoals bij de Inuit.

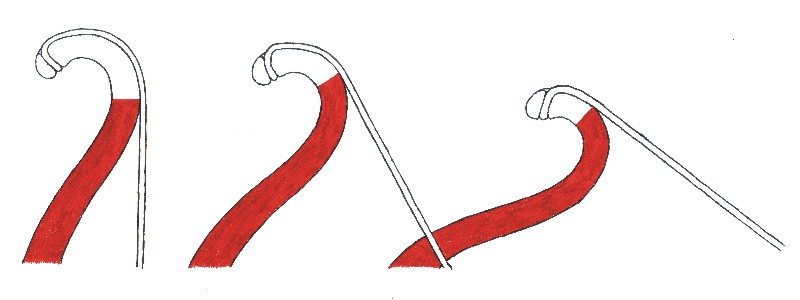
Recurve

- Recurveboog - Bij deze boog zijn de boogeinden terug naar voren gedraaid ("recurved"). De houtkern en hoornlaag werden bij dit type boog met stoom buigzaam gemaakt en dan over een ronde houten vorm gebogen. Na het aanbrengen van de pezenlaag blijft de boogvorm dan in deze stand gefixeerd. Dit boogtype kon ook volledig in hout met of zonder pezenlaag worden gemaakt. De laatste, dus zonder pezenlaag, is echter geen composietboog. Hyksos- en Scythische bogen waren recurve-composietbogen. Eros, Amor en Cupido worden meestal ook met een recurveboog afgebeeld. De boogpees ligt in ontspannen toestand over de boogronding en pas bij het aanspannen van de boog komt deze vrij. Een recurveboog neemt meer energie op dan een gewone handboog. Bij het spannen is eerst meer en daarna minder kracht nodig. Bij het loslaten gebeurt het omgekeerde, waardoor de pijl op het laatste stuk nog de energie van de recurves krijgt, waardoor de pijl sneller en verder vliegt.

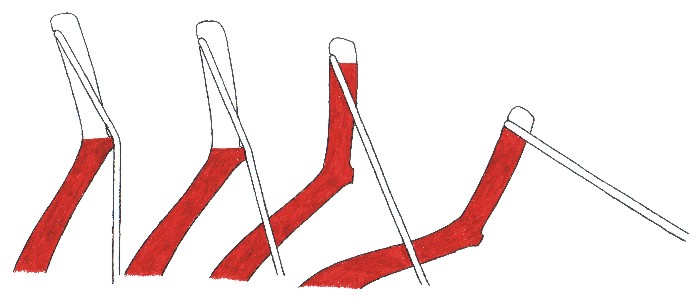
Siyah

- Siyah - Composietboog met stijve boogeinden. Deze boogeinden of "tips" zijn onder andere bekend als "siyah" (Perzisch), "szarv" (Hongaars), "sarvi" (Fins) of "kasan" (Turks). De boog werd aan de uiteinden verstevigd met stukken been of gewei. De stijve uiteinden werken ongeveer hetzelfde als een recurveboog: de pees ligt bij de uiteinden in een hoek. Als de pees bij het aanspannen recht komt te staan treedt de hefboomwerking in en gaat het laatste deel van het spannen heel gemakkelijk. Bij het loslaten gebeurt hetzelfde als bij de recurveboog: de pijl krijgt op het laatst de extra energie. Hoe langer de boogeinden, hoe sterker de boog. Deze bogen werden gebruikt door de Hunnen, Mongolen, Turken, Koreanen en Indiërs. Deze bogen werden ook in het latere Romeinse Rijk gebruikt. Ten opzichte van de recurvebogen waren ze gemakkelijker te maken en eenvoudiger te bedienen.
- Reflexboog - Deze boog heeft een extreme tegenkromming. In ontspannen toestand bevindt de boogpees zich vóór de boog. Pas bij het aanspannen komt deze achter de boog. De reflexboog krijgt deze vorm door de opgelijmde pezenlaag. De hoornlaag is bij deze boogvorm essentieel: zonder deze drukbestendige laag zou de boog bij het aanspannen meteen breken omdat het hout bij de bouw van de boog al op volledige spanning is gebracht. Bij de reflexboog worden de voordelen van het hoorn-pezencomposietmateriaal ten volle benut. De afstand tussen de ongespannen boog en de pees wordt de reflexhoogte genoemd. Reflexbogen zonder recurves of eindverstevigingen komen behalve bij middeleeuwse kruisbogen weinig voor, omdat het aanspannen een grote kracht vereist. Reflexbogen zijn korter en smaller dan gewone handbogen, maar even krachtig. Door de reeds ingebouwde spanning kan de boog lichter uitgevoerd worden. Een lichtere boog betekent een kleinere massatraagheid, hogere pijlsnelheid, groter bereik en een vlakkere vluchtbaan, waardoor het wapen doeltreffender is.
- Decurveboog - Bij deze boog draaien de boogeinden naar de schutter toe. Deze vorm zorgt ervoor dat er minder spanning op de boog komt te staan, maar daardoor is de boog ook minder krachtig. Een dergelijke boog kan worden gemaakt met materialen die niet echt voor bogenbouw geschikt zijn, als er geen goed materiaal voorhanden is. Dit type boog wordt zelden gebruikt. Het is bekend dat de Mojave decurvebogen gebruikten.

## Materialen

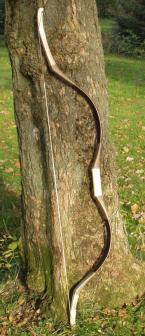
Replica van een door de Hunnen gebruikte composietboog.

Het composiet van een composietboog kan uit vele verschillende materialen bestaan.
- Hoorn - dierenhoorns worden al duizenden jaren gebruikt voor de bouw van composietbogen. In Azië werd meestal de hoorn van de waterbuffel gebruikt. De mongolen gebruikten ook wel de hoorns van de Jak en Siberische steenbok en de Japanners balein. Hoorns van de zeer zeldzame albinowaterbuffels werd door Koreanen, Chinezen en Tibetanen gebruikt voor kostbare composietbogen met transparante hoornlaag, waardoor de boogkern zichtbaar was. Deze werd dan ook kunstig beschilderd. De convexe hoornlaag werkte als loep, waardoor de beschilderingen vergroot te zien waren. Dit type bogen werd meestal aan keizers of andere hoogwaardigheidsbekleders geschonken. De Egyptenaren gebruikten hoorns van oryxen en andere paardantilopen. Europeanen gebruikten hoorns van steenbokken, schapen. De Indianen gebruikten ook schapenhoorns en de Inuit soms hoorns van muskusossen.
- Hout - Elk volk had zijn eigen voorkeur voor het soort hout voor de boog. De Egyptenaren en Assyriërs gebruikten geïmporteerd essen- of iepenhout, de Turken gebruikten meestal esdoornhout, de Mongolen gebruikten bamboe voor de boog en berkenhout voor de greep en boogeinden, De Koreanen gebruikten ook bamboe en voor de greep en boogeinden moerbeihout. In Europa werd vaak essen, esdoorn of iepen gebruikt.
- Lijm - Om de lagen te lijmen werd meestal vislijm of huidlijm gebruikt. Pezenlijm kwam ook wel voor. Soms werd tannine of loodwit toegevoegd voor betere vochtbestendigheid.
- Beschermend materiaal - Als de boog klaar was kreeg deze meestal een oppervlaktebehandeling ter bescherming tegen vocht- en weersinvloeden. De gehele boog of enkel de pezenlaag werd beplakt met papierdunne berkenbast. Indianen gebruikten de bast van de zoete kers. Middeleeuwse bogen werden vaak in leer gewikkeld. De Turken gebruikten hiervoor huiden.

## Geschiedenis
Composietbogen zijn waarschijnlijk in het derde millennium v.Chr. ontwikkeld op de Aziatische steppen voor gebruik door ruiters en waren gebaseerd op vroegere laminaatbogen uit Noord-Azië. Het ontwerp werd overgenomen en aangepast door de Chinezen, Assyriërs, Hurrieten en Egyptenaren. Thoetmosis III gebruikte composietboogschutters in zijn strijdwagens en in het koningsgraf van Toetanchamon uit de 14e eeuw v.Chr. zijn verscheidene composietbogen gevonden. In de 4e eeuw v.Chr. ontwikkelden de Grieken composietboogwapens zoals de kruisboogvariant gastraphetes en het spangeschut de oxybeles, een der eerste artilleriewapens. De Romeinen namen deze ontwerpen over en ontwikkelden hun eigen composietboogwapens. Later waren de Hunnen, Mongolen en Turken zeer succesvol met hun cavalerie-eenheden met composietboogschutters.